# Волинська обласна премія імені Агатангела Кримського
Волинська обласна літературно-мистецька премія ім. Агатангела Кримського заснована у 1992 році за ініціативою Волинської обласної організації НСПУ.

## Номінації
Присуджується за досягнення в галузі художньої літератури (поезія, проза, драматургія, переклади), документальної і науково-критичної літератури (естетика, літературознавство, мистецтвознавство, критика, мемуаристика, біографії, публіцистика, журналістика), театральної режисури, акторських робіт.

## Положення
Вік претендентів не обмежений. Матеріали приймають до 1 червня, нагородження лауреатів — 1 жовтня. Необхідні матеріали: творча робота в 3 екземплярах, подання, творча характеристика автора та інформація про організацію, яка висуває кандидата. Матеріали надсилаються на адресу Волинської обласної державної адміністрації: м. Луцьк, Київський майдан, 9, Облдержадміністрація.

## Лауреати
1992 р. — Струцюк Йосип Георгійович — письменник;
1993 р. —  Рисак Олександр Опанасович — професор кафедри української літератури ВНУ ім. Лесі Українки, літературознавець, письменник (за монографію «Лесин дивосвіт» — про життєтворчість Лесі Українки); Архієрейський хор Свято-Троїцького кафедрального собору м. Луцька «Оранта» (керівник Василь Мойсіюк);
1994 р. — Грушка Євген Леонідович — публіцист; Корзонюк Микола Миколайович — народознавець-краєзнавець, збирач і дослідник усної народної творчості; Пучковський Леон Каленович — краєзнавець-аматор, дослідник історії Волинського краю; Ревуха Віктор Семенович — письменник перекладач;
1995 р. — Киричук Михайло Григорович — історик; Лазарук Віктор Антонович — письменник;
1996 р. — Слапчук Василь Дмитрович — поет, прозаїк;
1997 р. — Комарук Зоя Василівна — солістка-вокалістка Волинської обласної філармонії; Ковальчук Леся Григорівна — заступник директора, вчитель-методист української мови та літератури Жидичинської середньої школи Ківерцівського району;
1998 р. — Полятикін Микола Андрійович — балетмейстер заслуженого самодіяльного народного ансамблю пісні і танцю «Колос»;
1999 р. — Чернецький Іван Іванович — письменник;
2001 р. — Гуменюк Надія Павлівна — поетеса; Мах Петро Петрович — письменник;
2002 р. — Гей Василь Степанович — письменник;
2003 р. — Пронько Михайло Григорович — письменник; Пуц Ісаак Каленикович — актор Волинського обласного музично-драматичного театру імені Тараса Шевченка;
2004 р. — Криштальська Олена Василівна — письменниця;
2005 р. — Боярчук Петро Оксентійович — письменник, журналіст, Федченко Надія Василівна — актриса, заслужена артистка України;
2006 р. — Олена Бірюліна, Андрій Бондарчук, Валерій Шевчук, авторський колектив (за значний внесок у дослідження життя і творчості поета, громадського діяча Данила Братковського, перший переклад на українську мову фототипічного видання повного зібрання його творів «Світ, по частинах розглянутий»);
2007 р. — Лис Володимир Савович — письменник, журналіст (за видання роману «Камінь посеред саду» (2005 р.), багаторічну плідну роботу на ниві літератури та журналістики);
2008 р. — Корсак Іван Феодосійович — письменник (за велику державотворчу роботу, спрямовану на розвиток української державності та духовності українського суспільства), художньо-історичні книги «Гетьманич Орлик» та «Імена твої, Україно», створені в останні роки;
2009 р. — Вербич Віктор Олексійович — поет, критик, публіцист (за книги «Під куполом спільного неба» (2006), «Інею видиво світанкове» (2007), «Карб єдиної дороги» (2008));
2010 р. — Ольшевський Ігор Едилович — письменник (за книги «Зодіакальне світло», «Григорій Сковорода: Місія Посланця» та «Хованки в житі»);
2013 р. — Коробчук Петро Йосипович — поет (за збірки поезій «Боса флейта», «Архівотека»);
2014 р. — Гребенюк Віктор Іванович — письменник (за збірку «Тетрамерон» і поему «Європа. Луцьк. 1429-й»);
2015 р. — Дмитро Репюк — артист драми Волинського академічного обласного українського музично-драматичного театру ім. Т. Г. Шевченка (за акторські ролі Гамлета, Ромео у виставах за п'єсами Шекспіра «Гамлет», «Ромео і Джульєтта», Лавріна у виставі «Кайдаші»);
2016 р. — Клименко Олександр Іванович — письменник (за активну участь у вітчизняному літературному процесі та видання роману «Прихована фортеця» (2014);
2017 р. — Назарук Євгенія Іванівна — поетеса (за вагомий особистий внесок у дослідження, вивчення і популяризацію рідної мови, видання книг «Медунки у грудні», «Гостини в частини мови»);
2018 р. — Пашук Олена Вікторівна — поетеса (за активну участь у вітчизняному літературному процесі та видання поетичної збірки «Паранджа» (2017);
2021 р. — Мартинюк Микола Іванович — письменник (за переклад книжки Волкової Броніслави «Vitr na kolenou/Вітер на колінах» (2019) з чеської мови, а також за інші переклади з польської, болгарської та інших мов.